# Sanfona
Eine Sanfona ist eine kleine Knopfgriff-Handharmonika, meistens mit acht Bassknöpfen, die in Brasilien beheimatet ist und besonders in die Musikstile des Nordostens Brasiliens gehört, vor allem zum Forró und Baião. Die Sanfona ist dem Akkordeon und der Konzertina verwandt.
Die in Brasilien populärste Sanfona, jene mit acht Bassknöpfen, wird im Volksmund auch Ziegenhals (pescoço de cabra) oder Spielzeug-Harmonika genannt.
Große Meister des Sanfona-Spiels sind/waren Luiz Gonzaga, Heleno dos Oito Baixos und Duda da Passira.